# Bertrand d'Argentré
Pour les articles homonymes, voir Argentré.
Bertrand d’Argentré est un juriste et historien breton, né à Vitré le 19 mai 1519 et mort au manoir de Tizé en Thorigné le 13 février 1590.

## Origines
Il est fils de Pierre d’Argentré, l'un des hommes les plus instruits de son temps, sénéchal de Rennes, qui eut un rôle important dans les tractations qui ont conduit à l’édit d’Union de la Bretagne à la France en 1532. Bertrand d’Argentré est également le petit-neveu de l’historien Pierre Le Baud, l’aumônier d’Anne de Bretagne, dont il se fait remettre les ouvrages et les notes diverses.
Il fut, suivant l'expression de Dumoulin, un des plus beaux ornements de cette famille, distinguée par son rang et les talents qui y semblaient héréditaires.

## Le juriste

Edition parisienne de 1621 du Commentaire des coutumes de Bretagne par Bertrand d'Argentré — Commentarii in patrias Britonum leges, 1621 (Fondazione Mansutti, Milano).

Il devient le sénéchal de Vitré en 1541, puis celui de Rennes en 1547 à la suite de son père, avant de devenir président du présidial de Rennes de 1552 à 1589. En 1582, il doit abandonner le titre de sénéchal de Bretagne, et demeure seulement président du présidial. Il défend avec acharnement les prérogatives du présidial, et entre régulièrement en conflit de compétences avec d'autres juridictions (sénéchaussée) et surtout le Parlement à qui il reproche, avec son ami l'écrivain Noël du Fail, d'être composé pour moitié de membres non issus de la Bretagne, et ignorants des coutumes du pays (cela atteindra un pic au début de 1575 avec railleries de d'Argentré et réprimande du Parlement à son encontre et envers les conseillers du présidial).
En 1576 et 1584, il publie des Commentaires en latin et en français sur le texte de 1539 de la Coutume de Bretagne. La suite de ces commentaires, inachevés, est publiée par son fils Charles après sa mort. Muni d’une forte personnalité, il refuse les honneurs qui l’auraient conduit à délaisser la Bretagne, comme la place très convoitée de maître des requêtes du Palais que lui propose Charles IX.
Il est l’un des principaux artisans de la Nouvelle coutume de Bretagne, source juridique applicable en Bretagne, solennellement publiée en 1580. Dans l’esprit, il défend l’originalité du droit provincial, et lutte contre l’influence des droits français et romain : « un droit vétilleux, impitoyable pour les faibles, un droit surtout dont l’esprit procédurier et inquisiteur porte atteinte aux libertés individuelles » (Alain Tanguy). Cette coutume est incomplète (notamment sur le domaine congéable) et discutée. Elle constitue néanmoins une base complétée par la jurisprudence au XVIIe siècle (principalement Pierre Hévin, champion de l'absolutisme royal et adversaire posthume de B. d'Argentré).

## L’historien
Homme d’une grande culture (il possède une des plus riches bibliothèques du royaume), aux qualités intellectuelles indéniables, « il fait (…) de l’histoire une science rationnelle, fondée sur la confrontation critique des documents, en privilégiant l’écrit et la source proche des événements au récit légendaire », selon A. Croix, vision tempérée par d'autres.
Dès 1540 il réalise un ouvrage où il soutient que la Bretagne a toujours été indépendante, et qu’elle n’est devenue une province française qu’en 1491, sous conditions. Après la contestation par les États de Bretagne de nouveaux impôts par le roi de France (1577), il rédige sur leur commande une Histoire de Bretagne de 1580 à 1582. Il développe cette idée d’une Bretagne bien antérieure à la monarchie française. L’ouvrage est saisi sur ordre d’Henri III, pour « faits contre la dignité de nos rois, du royaume et du nom françois ». L’ouvrage est censuré et ne sort qu’en 1588 avec « remaniement partiel, voire un passage au noir pur et simple de pans entiers de l’œuvre, chaque fois que sont en jeu l’histoire et la nature des relations entre la Bretagne et la France »(J. Kerhervé). Cette version expurgée est rééditée en 1605, 1611, 1618 et 1668, mais le texte de 1582 entame une carrière clandestine et est longtemps vendu sous le manteau, et ceci avec la couverture officielle.
Pour contrer les travaux d'Argentré, Henri III charge Nicolas Vignier d'établir une réfutation, ce fut le Traité de l'ancien état de la petite Bretagne et du droit de la couronne de France sur icelle qui parut en 1619.

## La guerre de la Ligue

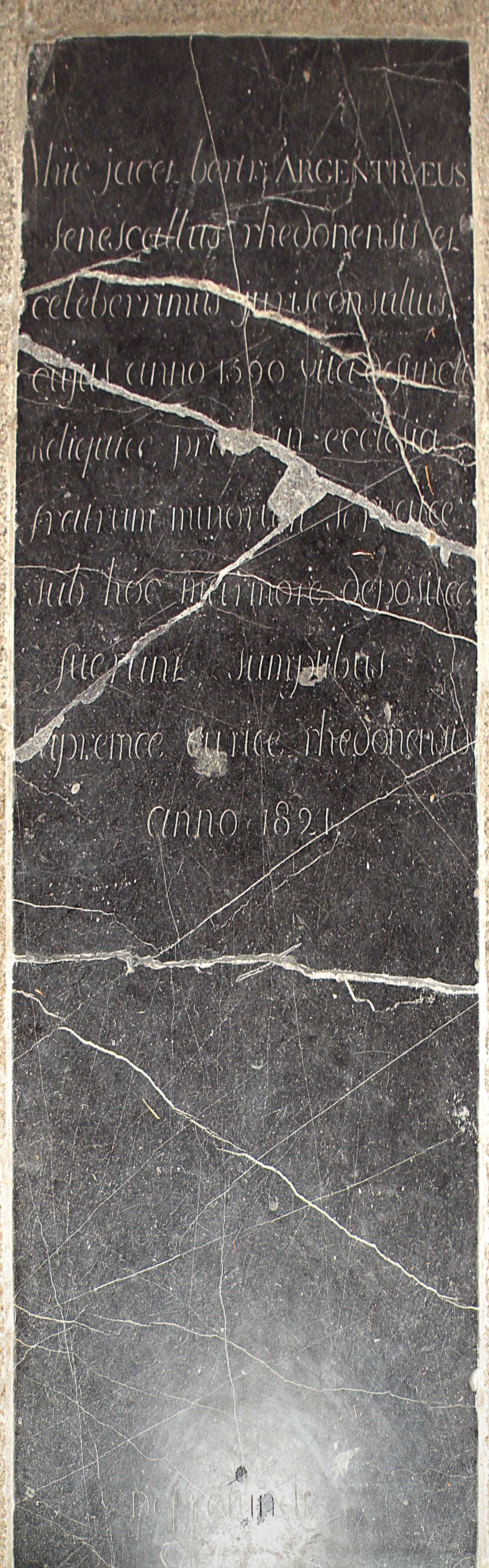
Tombe de Bertrand d’Argentré dans l’église Saint-Germain de Rennes.

En 1589, à 69 ans, nouveau retraité, il s’engage en faveur du duc de Mercœur, gouverneur de Bretagne, qui s’oppose au roi, et qui semble vouloir également rétablir la principauté bretonne, car il est l’époux de l’héritière des Penthièvre, qui pourrait, de ce fait, revendiquer la couronne de Bretagne. Il est poursuivi, et « on insinua que l’historien avait composé cette histoire dans l’unique but de justifier les initiatives du duc de Mercœur pour s’emparer du duché », mais ce dernier n’avait été nommé gouverneur de Bretagne qu’en 1582, le Procureur du roi Jacques de La Guesle accuse Bertrand d'être aux ordres du duc de Mercœur dans ses Remontrances publiées en 1611, le procureur du roi ayant intercepté un ouvrage envoyé au roi d'Espagne Felipe II ou là fille du roi, l'infante Isabel est qualifiée de duchesse de Bretagne et reconnue comme telle "ma souveraine Duchesse", par l'épouse du duc de Mercœur, dans une lettre envoyée à l'infante Isabel Archives générales de Simancas (archives générales de Simancas, Gaston de Carné 1899).
Bertrand d'Argentré meurt l'année suivante à Tizé, chez Mathurin Boüan. Son corps est ramené à Rennes pour y être inhumé dans l'église des Cordeliers. Lors de la destruction de cette église rennaise, en 1821, les ossements de Bertrand d'Argentré seront réinhumés dans l'église Saint-Germain.
S'il profita du travail de ses devanciers, il a mérité, à son tour, d'être lu et même consulté par ceux qui ont écrit après lui sur l'histoire de Bretagne. La collection des ouvrages de d'Argentré a été publiée en 1608 et son fils, Charles d'Argentré de la Boissière, président au parlement, fit de nombreuses corrections à l'Histoire de Bretagne, et en publia une nouvelle édition, à Paris, en 1612, 1 vol. in-fol. ; cet ouvrage, ainsi revu et corrigé, a été réimprimé à Paris en 1618, et à Rennes en 1668.

## Œuvres
- L'histoire de Bretaigne, des roys, ducs, comtes et princes d'icelle: l'établissement du Royaume, mutation de ce tiltre en Duché, continué jusques au temps de Madame Anne dernière Duchesse, & depuis Royne de France, par le mariage de laquelle passa le Duché en la maison de France. Jacques du Puys, 1588.
- Coustumes générales des pays et duché de Bretagne, Paris, Nicolas Buon, 1608 (rédigé en 1568).
- Advis sur le partage des nobles (1570), réédité dans l’édition de 1621 des Commentarii.
- Commentarii in patrias Britonum leges (Commentaires sur l'Ancienne Coutume de Bretagne), sur divers thèmes (1576, 1584). L'édition de 1621 est la plus complète.
- Aitiologia (1584), compte-rendu des débats sur la réformation de la Coutume de Bretagne.
- L'Histoire de Bretaigne, des rois, ducs, comtes, et princes d'icelle, depuis l'an 383 jusques au temps de madame Anne Reyne de France dernière Duchesse. Troisième édition revue et augmentée par messire Charles d'Argentré. Paris, par Nicolas Buon (1618).